# Pseudomyrmex pictus
Pseudomyrmex pictus é uma espécie de formiga do género Pseudomyrmex, subfamilia Pseudomyrmecinae. Esta espécie foi descrita cientificamente por Stitz em 1913.

## Distribuição
Encontra-se em Bolívia, Brasil, Colômbia e Peru.